# Kettingwiel

Kettingaandrijving waarbij ketting over kettingwiel loopt. Het tweede kettingwiel is hierbij niet zichtbaar.

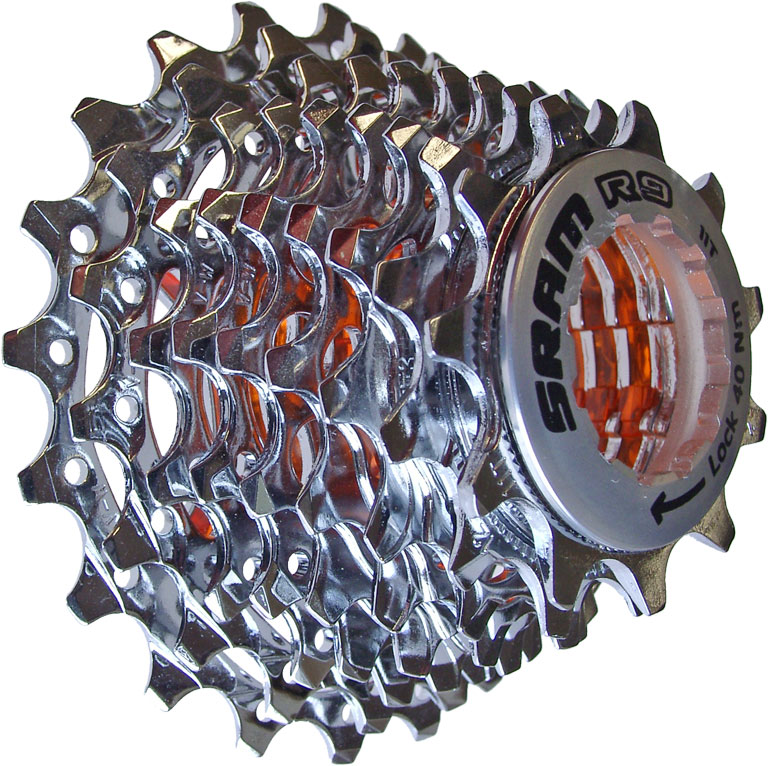
Verzameling kettingwielen bestemd voor montage op racefiets, cassette genaamd.

Een kettingwiel is een getand onderdeel van een machine of constructie waarover een ketting loopt om zodoende beweging en/of koppel over te brengen naar een tweede kettingwiel. Hierbij bestaat de mogelijkheid om door middel van de verhouding tussen het aantal tanden op beide kettingwielen het overgebrachte koppel van grootte te veranderen. De fiets is een bekend voorbeeld waarin door middel van een fietsketting een dergelijke kettingaandrijving wordt gebruikt.

## Kettingwieloftandwiel
Vaak wordt de term tandwiel gebruikt waar men kettingwiel bedoelt. Bij een tandwiel grijpen de tandwielen echter direct in elkaar en is er geen ketting aanwezig voor vermogens- of krachtoverdracht. Een groot verschil tussen een tand- en kettingwieloverbrenging is het omkeren van draairichting bij tandwielen, dit gebeurt bij kettingwielen niet.